# Агиту-3
Агиту-3 (англ. Aghitu-3) — пещера, раскопанная с 2009 по 2019 годы в рамках проекта Tübingen-Armenian Paleolithic, является единственным стратифицированным памятником верхнего палеолита в Армении. Осадочные отложения датируются возрастом от 39 000 до 24 000 калиброванных лет. Располагается на высоте 1600 метров над уровнем моря на юге современной Армении.

## Исследование
Пещера использовалась людьми примерно 40 000-25 000 лет назад в эпоху позднего палеолита как убежище. Археологические раскопки производились под руководством НАН РА и исследовательского проекта «Роль культуры в ранней экспансии человека (ROCEEH)», который базируется в Тюбингенском университете, Научно-исследовательском институте Зенкенберга и Музее естественной истории во Франкфурте. Были извлечены тысячи орудий труда, костяные иглы (из хронологического слоя 29-27 тысяч лет), доспехи, латы и т.д.
Формируются результаты комплексного зооархеологического исследования, направленного на характеристику раннего современного поведения человека при охоте на Армянском нагорье.
Так называемый Транскавказский коридор является одной из областей, которые способствовали распространению гомининов из Леванта в остальную часть Евразии в плейстоцене.
Данные свидетельствуют о том, что охотники среднего и верхнего палеолита по обе стороны Кавказа охотились на средних (козьих) и крупных (бычьих) копытных животных в разных пропорциях в зависимости от сезонности и территории охоты.